# Gyurcsek Ferenc
Gyurcsek Ferenc Andor (Budapest, 1942. november 6. – Budapest, 2023. augusztus 18.) magyar szobrász- és éremművész.

## Életpályája
Szülei: Gyurcsek Ferenc és Banka Terézia voltak. 1957–1961 között a Képző- és Iparművészeti Gimnáziumban tanult. 1961–1963 között díszítőszobrász-restaurátorként dolgozott. 1963–1968 között a Képzőművészeti Főiskola hallgatója volt, ahol Somogyi József oktatta. 1967 óta kiállító művész. 1971-től Vácon élt. 1972-ben Rómában volt ösztöndíjas.

### Munkássága
Érdeklődése a köztéri építészettel szervesen illeszkedő, monumentális szobrászat felé fordult. A köztéri munkák mellett egyre intenzívebben kezdett foglalkozni grafikával és kisplasztikával is. Mind tartalmi, mind formai törekvéseiben a magyar szobrászat forradalmi hagyományaihoz kapcsolódik; a szobor számára ideológiai és erkölcsi igazságok, társadalmi és szociológiai jelenségek megjelenítője. Közösségi alapállásából eredően leginkább a monumentális feladatok érdeklik, a köztéri megvalósítás igénye kisebb méretű munkáinak is jellemzője. Munkásságában kezdetektől fogva fontos helyet foglalt el a munka és a munkás ábrázolása; a kérdéskör keretében leginkább az ember és a munka viszonya foglalkoztatta. Eddig (1985) 10 köztéri művét állították fel.

## Kiállításai

### Egyéni
- 1971 Baja, Gyula
- 1972, 1978, 1980, 1984, 1992 Budapest
- 1973 Vác, Miskolc, Dunakeszi
- 1974 Újpalota, Oroszlány
- 1977 Vác
- 1980 Salgótarján
- 1983 Tatabánya
- 1988 Szolnok
- 1989 Hódmezővásárhely

### Válogatott, csoportos
- 1967-től Hódmezővásárhely
- 1968, 1978-1979, 1984-1985, 1988, 1994 Budapest

## Művei
- Nyár (Nagymaros, 1973)

- Úszó nők (Baja, 1974)
- Tanúhegy (Szolnok, 1975)

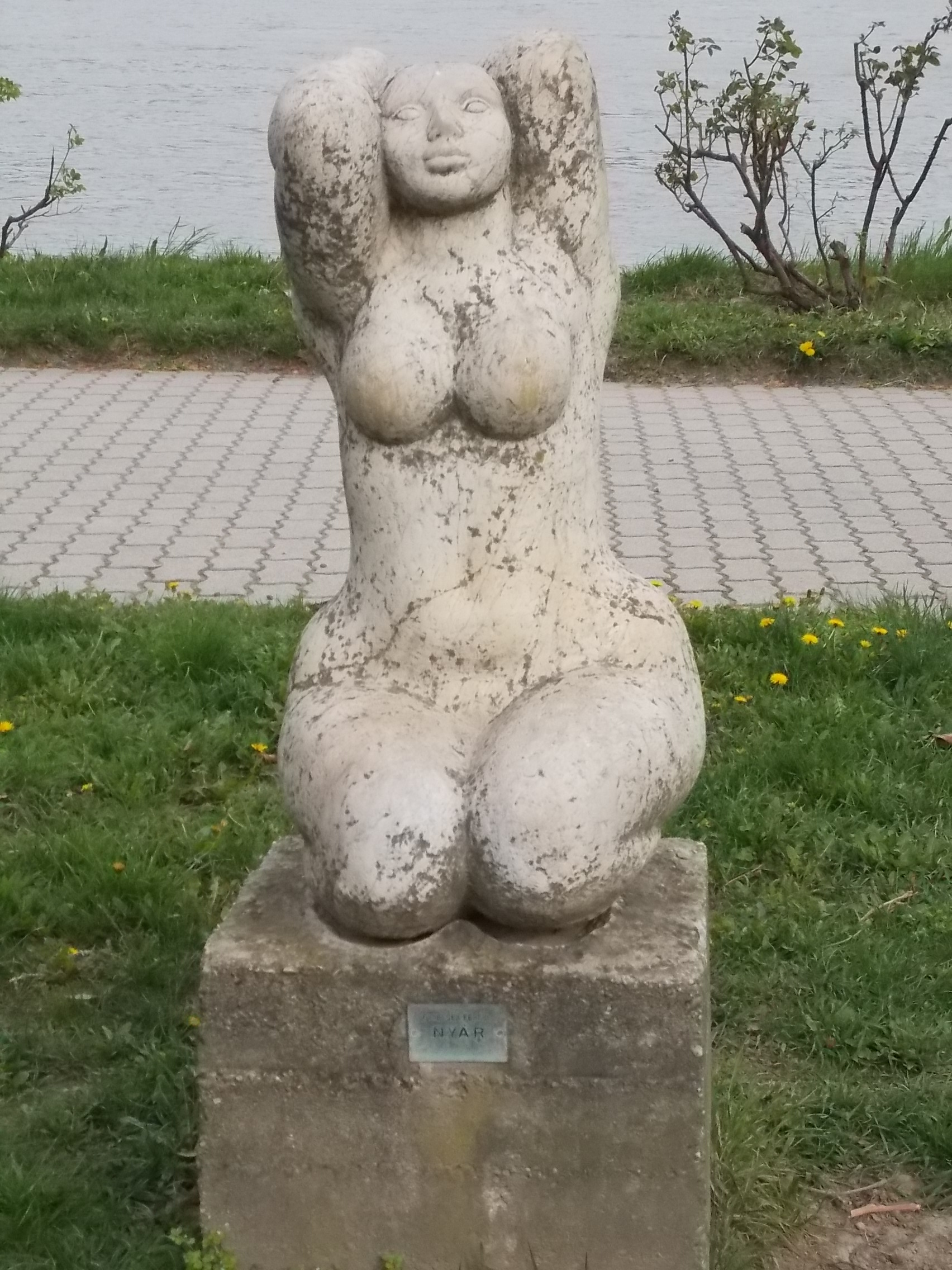
Nyár szobor (Gyurcsek Ferenc, 1973)

- Munkás–paraszt-emlékmű (Jánossomorja, 1977)
- Tanácsköztársasági emlékmű (Gödöllő, 1979)
- Erdei Ferenc (Nyársapát, 1980)
- Táncosok (Barcs, 1980)
- Bortnyik Sándor síremléke (1981)

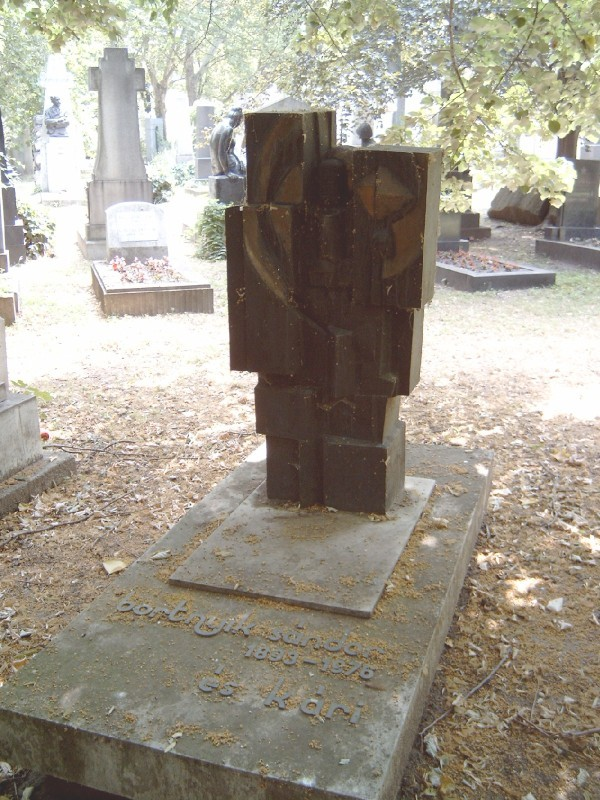
Bortnyik Sándor sírja

- Három tavasz-emlékmű (Edelény, 1985)
- A hajdúk letelepítése (Hajdúnánás, 1987)
- II. világháborús emlékmű (Nyíregyháza, 1991)
- Szent István (Martfű, 1997)
- az 1848-49-es szabadságharc emlékműve (Martfű, 1998)
- Időkapu (Martfű, 2000)
- Magyar nemzeti katonai emlékmű (Ópusztaszer, 2002)
- A Hungaroring győztesei (Mogyoród, 2003)
- Papp László ökölvívó (Budapest, 2004)
- Hunyadi János (Révkomárom, 2005)
- 2006-os árvízi emlékmű (Szelevény, 2006)
- József Attila (Budapest, 2006)
- Kossuth Lajos (Vác, 2007)
- Széchenyi István szobra (Révkomárom, 2008)
- Kossuth Lajos kormányzó szobra (Révkomárom, 2008)
- Griffmadár (Martfű, 2009)
- Radnóti és Fanni (Szeged, 2010)
- Dr. Bakonyi Péter (Martfű, 2011)
- Táncsics Mezőgazdasági Termelőszövetkezet emlékműve (Mezőhék, 2016)

## Díjai
- Stúdió-díj (1970)
- Munkácsy Mihály-díj (1975)
- Burgasz város nagydíja (1976)
- a Kulturális Minisztérium nívódíja (1977)
- a hódmezővásárhelyi Őszi Tárlaton a Csongrád Megyei Tanács díja (1981)
- a gabrovói Humorfesztivál II. díja (1981)
- SZOT-díj (1985)
- Ashabád város nagydíja (1990)